# Hrabstwo Indian River
Indian River – hrabstwo w stanie Floryda w USA. Populacja liczy 138 028 mieszkańców (stan według spisu z 2010 roku).
Powierzchnia hrabstwa to 1598 km² (w tym 294 km² stanowią wody). Gęstość zaludnienia wynosi 105,93 osoby/km².

## Miejscowości
- Fellsmere
- Indian River Shores
- Orchid
- Sebastian
- Vero Beach

## CDP
- Florida Ridge
- Gifford
- Roseland
- South Beach
- Vero Beach South
- Wabasso
- Wabasso Beach
- West Vero Corridor
- Windsor
- Winter Beach